# 平方取中法
平方取中法（Middle-square method）是個產生偽隨機數的方法，由在1946年提出。
算法：
1. 選擇一個{\displaystyle m}位數{\displaystyle N_{i}}作為種子。
2. 計算{\displaystyle N_{i}^{2}}
3. 若{\displaystyle N_{i}^{2}}不足{\displaystyle 2m}個位，在前補0。在這個數選中間{\displaystyle m}個位的數，即{\displaystyle 10^{\lfloor {\frac {m}{2}}\rfloor +1}}至{\displaystyle 10^{\lfloor {\frac {m}{2}}\rfloor +m}}的數，將結果作為{\displaystyle N_{i+1}}。

## 優劣
它並不算很好的方法，因為其週期通常很短，而且有很大的弱點（例如當起始數值是{\displaystyle k\times 10^{m}}便不斷重覆）。不過這些問題很容易察覺，加上它十分快速，適用於ENIAC，不無可取之處。

## 例子
1. 675248 → 455 959 861 504
2. 959861 → 921 333 139 321
3. 333139 → 110 981 593 321
4. 981593 → 963 524 817 649
5. 524817 → 275 432 883 489

...